# Lucien Desmarais
 (janvier 2021).
Si vous disposez d'ouvrages ou d'articles de référence ou si vous connaissez des sites web de qualité traitant du thème abordé ici, merci de compléter l'article en donnant les références utiles à sa vérifiabilité et en les liant à la section « Notes et références ».
Lucien Demarais (4 septembre 1925 à Saint-Césaire dans la province de Québec au Canada - 16 novembre 1988 à Montréal dans la province de Québec au Canada) est un artisan québécois.

## Biographie
Il obtient son diplôme d'études générales au Collège St-André de Saint-Césaire en 1944. De cette date à 1946, il étudie à l'École des beaux-arts de Montréal. Puis, de 1946 à 1948, il suit des cours sur l'histoire de l'art avec Maurice Gagnon et sur la civilisation canadienne-française avec J. M. Gauvreau, à l'Université de Montréal.
En 1954, il épouse Angéline Choquette avec qui il a deux enfants, Marie-Claire et Paul.
En 1956, il prend des cours spéciaux de tissage et de tapisserie à l'École du meuble de Montréal. Tout au long de sa carrière, il signe ses œuvres de différentes manières : Des Marais ou DesMarais. 

## Carrière
Il commence sa carrière en 1946 comme décorateur et dessinateur de tissus faits à la main.
De 1953 à 1954, il travaille pour la Centrale d'artisanat du Québec et pour l'Office provincial de l'artisanat et de la petite industrie du Québec, où il est chargé de l'étalage et des expositions d'artisanat.
De 1955 à 1956, il occupe le poste d'assistant décorateur à la réalisation, pour six longs métrages à l'Office national du film du Canada. Pendant cette période il est aussi accessoiriste et assistant décorateur de scène dans des théâtres.
À partir de 1958, il oriente sa production vers la création artisanale de tissus pour la haute couture, les tentures, les tapis et les tissus d'ameublement. Pionnier et défenseur des tissus faits à la main dans la mode canadienne, il collabore avec les couturiers montréalais Marielle Fleury, Michel Robichaud, Diane Paré, Irène Chiasson, Jacques de Montjoye, Jean-Raoul Fouré, Denyse Delrue et Anne-Marie Perron. À cet effet, il présente des collections de mode canadiennes à Montréal, Québec, Paris, Londres, Milan et Bruxelles.
Il participe à de nombreuses expositions d'artisanat tant au Québec qu'à l'étranger. De 1951 à 1961, il agit en tant que secrétaire et responsable des relations extérieures de l'Association professionnelle des artisans du Québec (APAQ). En 1972, il fonde l'Association des artisans de la ceinture fléchée du Québec et en 1977, la Biennale de la nouvelle tapisserie québécoise (BNTQ).
De 1982 à 1983, il est membre du conseil d'administration du Fil d'Ariane, un atelier protégé où des adultes handicapés pouvaient confectionner des tapisseries. En 1983, il est conseiller pour le Grand Prix des métiers d'art. En 1986, il fonde le Centre des arts textiles anciens et modernes.

## Honneurs et distinctions
En 1960, il est boursier de l'Office provincial de l'artisanat et de la petite industrie. En 1961, à l'exposition d'artisanat de l'Association professionnelle des artisans du Québec, il reçoit le 1er prix de tissage décerné par l'Association.
En 1962, il reçoit le grand prix de tissage à l'exposition nationale de Toronto.
En 1967, il devient boursier du Conseil des arts et des lettres du Canada.
En 1965, il est délégué du Québec au Wurzburg Canadian Festival de Grand Rapids au Michigan, puis, en 1968, il représente la Guilde canadienne des métiers d'art du Québec au Congrès mondial de l'artisanat, à Lima, au Pérou.
En 1978, il est délégué canadien au [Congrès mondial de l'artisanat] à Kyoto, au Japon.
En 1981 et 1983, il est délégué de la  BNTQ à la Biennale internationale de Lausanne.
En 1984, il devient membre de l'Ordre du Canada.

## Enseignant et conférencier
En plus de prononcer de nombreux discours, il enseigne le tissage et la tapisserie à la Guilde canadienne des métiers d'art du Québec à Montréal, au Cégep de Saint-Laurent, au Collège Algonquin d'Ottawa, au Centre d'art de Pointe-Claire, ainsi qu'à son studio.
Il est occasionnellement professeur invité par le ministère de l'Éducation de l'Ontario, par le Prince Edward Island Craftman's Council, par l'Université du Nouveau-Brunswick et par plusieurs autres institutions au Québec.
Il est l'auteur d'articles dans plusieurs revues et du livre Le Tissage de basse-lisse, paru chez les Éditions Formart en 1972.

#### Articles
Gloria Lesser, « Lucien Desmarais Un précurseur de l’art textile contemporain du Québec », Vie des arts, vol. 31, no 123,‎ juin-Été 1986 (ISSN 1923-3183, lire en ligne)